# Благодатка (Ульяновська область)
Благодатка (рос. Благодатка) — виселки в Павловському районі Ульяновської області Російської Федерації.
Населення становить 78 осіб. Входить до складу муніципального утворення Шаховське сільське поселення.

## Історія
Від 2004 року входить до складу муніципального утворення Шаховське сільське поселення.

## Населення
| 2010 |
| ---- |
| 78   |